# Michael Funk (Handballspieler)
Michael «Mike» Funk (* 16. Dezember 1941) ist ein ehemaliger Schweizer Feld- und Hallenhandballspieler.

## Club
Er spielte mindestens seit dem November 1959 für den Grasshopper Club Zürich (GC). 1973 beendete er seine Karriere. 1993 bis April 2004 war er Zentralpräsident über alle Sektionen des Grasshopper Club.

## Nationalmannschaft
Er nahm mit der Schweizer Nationalmannschaft an den Feldhandball-Weltmeisterschaften im Jahr 1963 teil. Mit der Hallen-Nati nahm er an der Weltmeisterschaft 1964, Weltmeisterschaft 1967 und Weltmeisterschaft 1970 teil. Mit der Kleinfeld-Nati nahm er an der Zagreb-Trophäe 1966 teil. Dies waren die einzigen drei Spiele der Kleinfeld-Nati in der Geschichte.

## Funktionär
Zwischen 1992 und 1999 war er Präsident des Schweizerischen Handball-Verbandes.